# Фридрих Вильгельм фон Юнтц
Фридрих Вильгельм фон Юнцт (нем. Friedrich Wilhelm Von Junzt) — персонаж мифологии Ктулху, созданный Робертом Говардом. Варианты переводов фамилии на русский язык — Юнц, Юнцт, Юнтц и Юнзт.

## Вымышленная биография
Фридрих фон Юнцт — немецкий учёный, исследователь истории и оккультист. Родился в 1795 году, в семье чиновника из Кёльна.
В детстве он был трудным ребёнком, пока смерть матери не заставила его пересмотреть характер. Поступив в университет в 1814 г., он увлёкся историей и теологией, а также оккультизмом. После получения диплома некоторое время преподавал с 1820 по 1823 год в университете Баден-Вюртемберг.
Как-то, прослушав лекцию о неведомых и забытых странах и религиях, фон Юнцт загорелся желанием путешествовать. Впоследствии он побывал на всех континентах, собирая материал о неведомых и давно забытых культах. По-видимому, он хорошо знал про Хайборийскую эру, о чём сообщил один из героев рассказа Чёрные вехи (англ. Black eons). Также он исследовал культ Брана мак Морна в Великобритании, освещённый в рассказе Дети ночи. Как оказалось, культ Брана существует и поныне, по словам одного из персонажей. Пикты, по словам Юнтца поселились в Великобритании не первыми. Когда они туда откочевали, то столкнулись с загадочной расой очень похожей на монголоидов. Также известно, что их прозвали змеиным народом, названные так из-за специфической речи, похожей на шипение — возможно, это были деградировавшие змеелюди.
Рассказ Чёрный камень повествует о существовавшем в Венгрии кровавом культе. Рассказчик, он же главный герой приходит в деревню, где желает исследовать местный культ, но оказывается до него культом интересовались фон Юнцт и безумный поэт Джастин Джеффри.
В Гондурасе он исследовал Храм Жабы, построенный в незапамятные времена доисторической расой, обитавшей здесь до индейцев. Ключом ко входу в храм служит огромный рубин в форме жабы. Внутри склепа храма покоится мумия: по словам местных индейцев, при жизни это был жрец храма. В книге фон Юнцт предупредил, чтобы исследователи не беспокоили покоящихся, дабы не навлечь на себя проклятие. По описанию главным сокровищем храма был бог праиндейской расы, который отдалённо напоминал лошадь, по крайней мере он ржал как конь и имел конские копыта, а ещё щупальца и крылья, как у гигантской летучей мыши.
После многих лет, проведённых в дальних странах, фон Юнцт возвратился на родину, издав в 1839 году в Дюссельдорфе компиляцию своих исследований, отражённую в книге Сокровенные культы. После чего вновь продолжил путешествовать.
Спустя шесть месяцев, после прибытия из экспедиции по Монголии, был найден убитым в своём доме в Дюссельдорфе. Умер фон Юнцт в 1840 году. Обстоятельства его смерти весьма загадочны, так как все двери и окна были заперты изнутри. После инцидента большинство экземпляров малотиражного первого издания его книги были уничтожены испуганными владельцами. Спустя некоторое время его друг и коллега Алекс Ладо заканчивает жизнь самоубийством.

## Художественная литература

### Роберт Говард
- Чёрный камень
- Дети ночи
- Тварь на крыше
- Эксперимент Джона Старка
- Чёрные вехи

### Говард Лавкрафт
- Ужас в музее — вместе с Хезел Хелд
- Грёзы в ведьмовском доме
- За гранью времен
- Обитающий во Тьме
- Вне времени[5] — вместе с Хезел Хелд
- Тварь на пороге

### Август Дерлет
Два рассказа из сборника The Trail of Cthulhu:
- The Keeper of the key (1951)
- The Black Iceland (1951)

### Лин Картер
- Рыболовы из Ниоткуда (1988) — фон Юнтц исследовал культ Голгора в Зимбабве
- The horror in the gallery
- The thing in the pit
- Something in the moonlight
- The strange doom of Enos Harker — в соавторстве с Робертом Прайсом[7]
- Zoth-Ommog

### Другие авторы
- Бог тёмного смеха (англ. The God of Dark Laughter 2001)[8] — автор Майкл Шейбон. Исследования фон Юнтца о враждующих культах богов Урарту Йе-Хеха — бога тёмного смеха, и бога печали Аи.
- Triumff: Her Majesty’s Hero — Дэн Абнетт
- The Illuminatus! Trilogy (1975) — Роберт Шеа и Роберт Антон Уилсон
- Застава (1981) — Ф. Пол Уилсон
- Garden of Poisonous Flowers (2002) — Кейтлин Р. Киернан
- Теперь и я играю на флейте[9] — Андрей Молчанов
- Гидра (2024) - Максим Кабир

## Создание, влияние и критика
Фридрих фон Юнтц, как ни странно, всегда лишь упоминается, ни в одном рассказе он не является действующим лицом. Также как в случае с Некрономиконом и Абдулом Аль Хазредом, насчёт фон Юнтца и Сокровенных культов также существует множество мистификаций. Лавкрафт в своём письме от 1934 года сообщает что всё-таки и Некрономикон с Абдулом Альхазредом, и фон Юнтц с Сокровенными культами, и многое другое являются плодом воображения группы писателей, которые ссылаются друг на друга в своих произведениях.
Фридрих фон Юнтц и Сокровенные культы упомнинаются в композициях альбома Unaussprechliche Kulte группы Cthulhu Biomechanical. Группа Nile имеет в исполнении песню Von Unaussprechlichen Kulten (рус. Неизъяснимые культы)
Чилийская рок-группа Unaussprechlichen Kulten названа в честь книги фон Юнтца
Сокровенные культы фон Юнтца также фигурируют в игре Alone in the dark
Фигурирует в ролевой игре Worlds of Cthulhu, Issue 04 ISBN 3-937826-63-7